# Церковь Успения Пресвятой Богородицы (Ивановское)
Церковь Успения Пресвятой Богородицы — утраченный храм Русской православной церкви в деревне Ивановское городского округа Истра Московской области. Разрушен коммунистами в 1930-х годах. Место бывшего храма находится недалеко от кладбища на краю села.

## История
Церковь построена в селе Ивановском в период с 1864 по 1868 год на средства купца 1-й гильдии, действительного статского советника — Павла Григорьевича Цурикова, предпринимателя и благотворителя. Храм был освящён во имя Успения Пресвятой Богородицы митрополитом Московским Иннокентием.
Здание храма представляло собой восьмерик на четверике, к нему примыкали трапезная и трехъярусная колокольня со шпилем. В трапезной находились приделы в Николая Чудотворца и Павла Фивейского. Территория храма была обнесена оградой. Впоследствии при церкви было открыто сельское церковно-приходское училище.
В склепе, устроенном под правым приделом храма, в 1878 году был похоронен сам Павел Григорьевич Цуриков. На кладбище у стен храма была похоронена в 1887 году его сестра Анна Григорьевна Кручинина. В 1893 году на церковном кладбище была поставлена небольшая каменная часовня для отпевания покойников, которая вместе с фабричной часовней входила в приход Успенского храма.
Храм пережил Октябрьскую революцию, но в конце 1920-х годов его здание намеревались переоборудовать сначала под школу, затем под клуб. Храм был разрушен в 1930-х годах, во время гонений на церковь. В 2013 году у кладбища на месте уничтоженной церкви установили деревянный памятный крест. Рядом у входа на кладбище был установлен железный памятный крест (с информационным щитом), освященный 8 июня 2014 года благочинным протоиереем Димитрием Подорвановым.